# 八王子統括センター
八王子統括センター（はちおうじとうかつセンター）は、東日本旅客鉄道（JR東日本）八王子支社の駅・運転士・車掌を所管する組織である。
2024年3月16日に八王子営業統括センター、八王子運輸区を統合して発足。中央線の一部を豊田統括センターに移管する。

## 所管

### 駅
- 八王子駅 - 所長所在駅
- 西八王子駅＊
- 高尾駅
- 相模湖駅★
- 藤野駅★
- 相原駅★
- 八王子みなみ野駅★
- 片倉駅★
- 北八王子駅★
- 小宮駅★

★: JR東日本ステーションサービスに業務委託　＊: JR中央線コミュニティデザインに業務委託

### 運輸
- 八王子駅近傍に設置（旧八王子運輸区）
- 担当線区（運転士）
  - 中央本線：東京駅～甲府駅間（御茶ノ水駅～三鷹駅間は急行線のみ乗務。快速電車は立川駅～高尾駅間のみ担当）　
  - 山手貨物線：品川駅～新宿駅間（臨時列車のみ乗務）
  - 八高線：八王子駅～高麗川駅間
  - 川越線：南古谷駅～高麗川駅間
  - 特急列車：あずさ、かいじ、富士回遊

- 担当線区（車掌）
  - 中央本線：東京駅～小淵沢駅間（定期列車。御茶ノ水駅～三鷹駅間は急行線のみ乗務。快速電車は立川駅～高尾駅間のみ担当）・小淵沢駅～塩尻駅間（臨時列車のみ）
  - 篠ノ井線：塩尻駅～松本駅間（臨時列車のみ）
  - 青梅線：立川駅〜拝島駅間（臨時列車のみ）
  - 武蔵野線：国立駅～北小金駅間・西浦和駅～与野駅間（どちらも臨時列車のみ）
  - 東北本線：与野駅～大宮駅間（臨時列車のみ）
  - 常磐線：北小金駅～取手駅間（臨時列車のみ）
  - 特急列車：あずさ、かいじ、富士回遊

## 歴史
- 2022年3月12日 - 八王子営業統括センター（八王子、日野、豊田、高尾各駅の統合）が発足。
- 2024年3月16日 - 八王子営業統括センターに、八王子運輸区を統合し、八王子統括センター発足。中央線の一部（日野、豊田の各駅）を豊田統括センターに移管する。八王子営業統括センター、八王子運輸区を廃止する。

| スタブアイコン | サブスタブ | この項目は、まだ閲覧者の調べものの参照としては役立たない、鉄道に関連した書きかけの項目です。この項目を加筆・訂正などしてくださる協力者を求めています（P:鉄道/PJ:鉄道）。 |